# Joinville-le-Pont

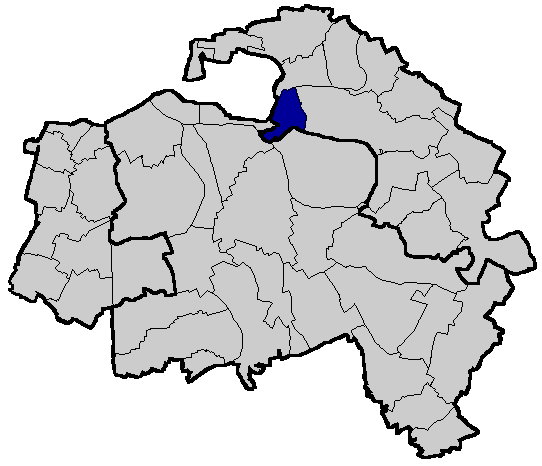
Localització de Joinville-le-Pont a la Val-de-Marne

Joinville-le-Pont és un municipi francès, situat al departament de Val-de-Marne i a la regió de l'Illa de França.
Forma part del cantó de Charenton-le-Pont i del districte de Nogent-sur-Marne. I des del 2016, de la divisió Paris-Est-Marne et Bois de la Metròpoli del Gran París.

## Història
El 1883, Étienne Lenoir va fer els 18 km de París a Joinville-le-Pont i retorn en tres hores i tres pauses en el seu primer cotxe amb motor de combustió. El que els francesos consideren com el primer viatge en cotxe de la història.